# Амурські ворота
Амурські ворота (рос. Аму́рские воро́та) — тріумфальна арка в стилі ампір, споруджена в 1858 році в Іркутську на честь підписання вигідного для Росії Айгунського договору.
Розташовувалися ворота при спуску з Хрестової гори на стику вулиць Амурської та Преображенської.

## Історія
Задовго до зведення Амурських воріт у міській огорожі, що перебувала на місці сучасної вулиці Карла Маркса, існували стародавні Заморські ворота.
Тріумфальна арка була побудована міським товариством для зустрічі генерал-губернатора Миколи Муравйова-Амурського, який повертався з Амура після підписання Айгунського договору з Китайською імперією. За договором Росія отримала лівий берег Амура з низкою великих територій, а також був закріплений кордон між двома державами.
У 1891 році була проведена реконструкція Амурських воріт, але до 1920-го року вони знову занепали. На цей раз арку реставрувати не стали і пам'ятник був знесений.
У серпні 2009 року до 350-річчя Іркутська, яке відзначалося у 2011 році, було вирішено відновити Амурські ворота. Однак, відновленими вони не були.